# Штеппес, Эдмунд
Эдмунд Штеппес (нем. Edmund Steppes; 11 июля 1873, Бургхаузен — 1968, Деггендорф) — немецкий художник. Сын геодезиста Карла Штеппеса.
Начал учиться живописи в Мюнхене в 1891 году у Генриха Книрра (в этой же студии учился и Пауль Клее).
В годы Первой мировой войны Штеппес сблизился с Национальным движением «Völkische Bewegung», в 1920-е годы активно сотрудничал с газетой «Völkischer Beobachter», в 1932 году вступил в НСДАП.